# Dashamir Kore
Dashamir Kore (ur. 17 października 1953 w Gjirokastrze) – albański polityk i prawnik, minister sprawiedliwości w 1991 w rządzie Fatosa Nano.

## Życiorys
Ukończył szkołę średnią w Gjirokastrze. W latach 1972–1976 studiował prawo na Wydziale Nauk Politycznych i Prawnych Uniwersytetu Tirańskiego. W 1976 podjął pracę w biurze pomocy prawnej dla obywateli w Sarandzie, a w 1980 został sędzią w Sądzie Okręgowym w Sarandzie. W 1983 objął stanowisko przewodniczącego Sądu Okręgowego w Përmecie. W latach 1985–1987 kierował Sądem Okręgowym w Korczy. W latach 1987–1990 pełnił funkcję sędziego Sądu Najwyższego w Tiranie. W grudniu 1990 przed zbliżającymi się pierwszymi wyborami pluralistycznymi objął funkcję wiceprzewodniczącego Centralnej Komisji Wyborczej.
W okresie transformacji ustrojowej w Albanii otrzymał najpierw stanowisko wiceministra w odnowionym resorcie sprawiedliwości, a w 1991 stanął na czele resortu. Jako minister zgodził się na umożliwienie obserwatorom zagranicznym współpracy z resortem sprawiedliwości pod kątem przestrzegania w Albanii praw człowieka. W tym czasie zasiadał w komisji zajmującej się problemem rehabilitacji osób niesłusznie uwięzionych i internowanych. Funkcję ministra pełnił przez trzy miesiące, po czym powrócił na stanowisko wiceministra.
W latach 1992–1997, a następnie od 2002 prowadził kancelarię adwokacką w Tiranie. W latach 1997–2002, w okresie rządów Socjalistycznej Partii Albanii pełnił funkcję członka Najwyższej Rady Sądownictwa.
Oprócz prowadzenia kancelarii adwokackiej jest także wykładowcą Wydziału Prawa prywatnego Uniwersytetu Luarasi w Tiranie. W 2017 pełnił funkcję eksperta Zgromadzenia Albanii debatującego nad ustawą o zmianie Kodeksu Postępowania Cywilnego. W 2022 obronił pracę doktorską p.t. Parashikimi i padisë z zakresu prawa cywilnego na Wydziale Prawnym Uniwersytetu w Tiranie (promotor prof. Mariana Semini).